# Scout X-2

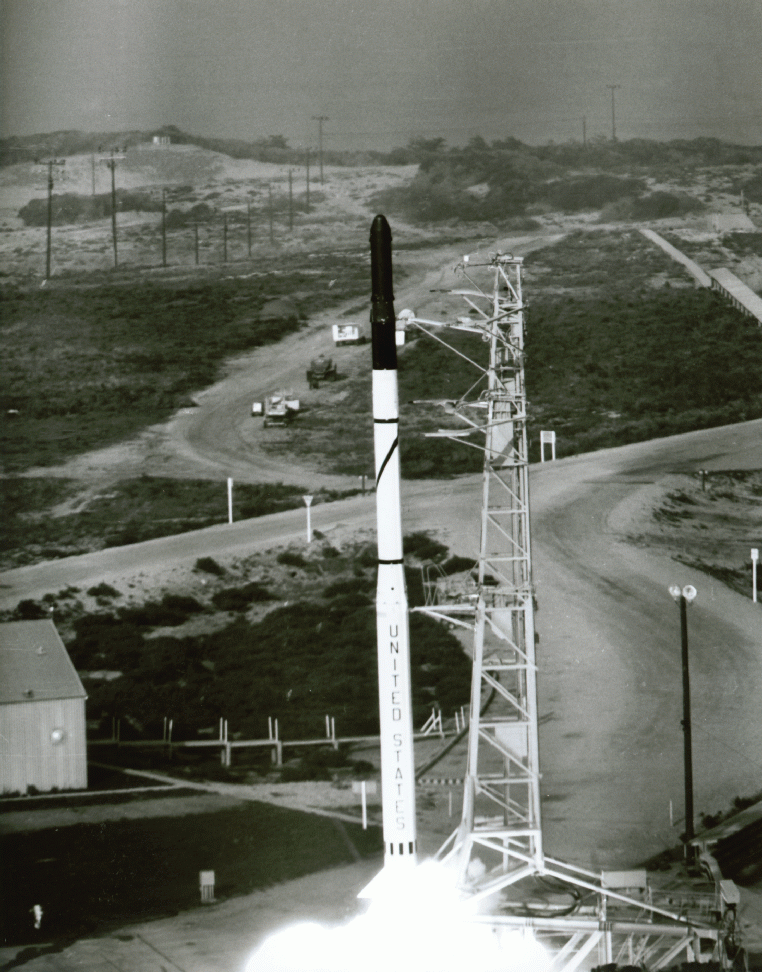
Um Scout X-2 logo após o lançamento.

O Scout X-2, foi, ao mesmo tempo, um foguete de sondagem e também um veículo de lançamento descartável.
Composto de quatro estágios, foi lançado apenas duas vezes em 1962.
Baseado no modelo Scout X-1 ele possuia motores mais potentes no primeiro e no terceiro estágios.
Houve duas variantes desse modelo: a Scout X-2B, com apenas um lançamento em 27 de setembro de 1963 e a Scout X-2M, com com apenas três lançamentos,
entre maio de 1962 e abril de 1963.